# Brigitte Rabald

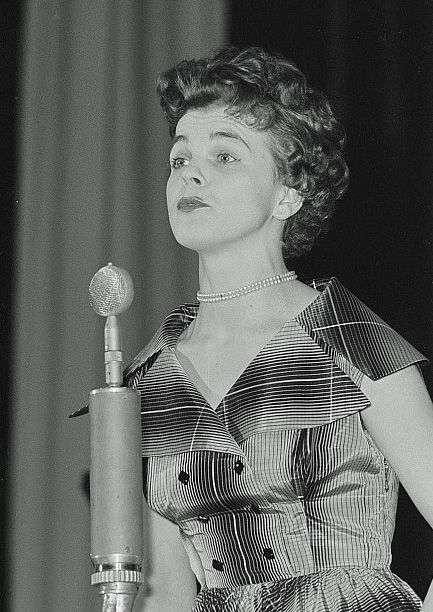
Brigitte Rabald 1954

Brigitte Rabald (* 1934 in Markkleeberg; † 2. September 2019 in Leipzig) war eine deutsche Schlagersängerin. 

## Leben
Nach ihrem Schulbesuch begann Brigitte Rabald mit 17 Jahren eine Lehre bei der HO. Gesang war ihr Hobby. Sie ließ sich von Käthe Brinkmann, der Mutter von Frank Schöbel, in Stimmbildung und Atemtechnik ausbilden. Ans Mikrofon traute sie sich erstmals im Forsthaus Raschwitz, einem damaligen Tanzlokal ihrer Heimatstadt, wo die Kapellen Kurt Henkels und Alo Koll spielten. Bald darauf wurden im Funkhaus Leipzig unter Kurt Henkels ihre ersten Rundfunkaufnahmen Sei nicht so stolz und Reg dich nicht auf eingespielt, denen bald weitere folgten. 
1954 belegte sie in der Jahreswertung der Schlagerlotterie, einer von Heinz Quermann moderierten Sendung des Rundfunks der DDR, den ersten und den dritten Platz mit den Titeln Das ist Liebe auf den ersten Blick  beziehungsweise Wer jung ist, der verliebt sich. Von den Lesern der Jugendzeitung Junge Welt wurde sie 1955  zur beliebtesten Schlagersängerin der DDR gewählt. Sie übernahm auch kleinere Filmrollen.
1956 heiratete sie Alo Koll. Das Ehepaar hatte eine Tochter und einen Sohn. In den 1960er Jahren zog sich Brigitte Rabald aus dem Musikgeschäft zurück. 1982 übersiedelte das Ehepaar in Alo Kolls Heimatstadt Aachen, wo Alo Koll zwei Jahre später starb. Danach zog Brigitte Rabald zu ihrer Tochter nach Florida. Im Jahre 2000 kam sie zurück nach Leipzig. Ihre letzten beiden Lebensjahre verbrachte sie in einer Leipziger Seniorenresidenz.

## Diskografie (Auswahl)

Single von 1956

- 1953: Reg dich nicht auf, (Kurt Wichmann / Lem Arcon)
- 1954: Ach, Fips, du bist wie ein Apoll (mit Fips Fleischer; Alo Koll / Johannes Kretzschmar)
- 1954: Bella Bimba (Oscar de Mejo / Kurt Feltz)
- 1954: Entscheide dich (Helmut Nier / Willy Schüller)
- 1955: Bist du´s oder bist du´s nicht (Gerd Natschinski)
- 1956: Das ist Liebe auf den ersten Blick (Gerd Natschinski / Günter Loose)
- 1956: Das kann doch keine Sünde sein (Heino Gaze / Günther Schwenn)
- 1956: Sing, baby, sing (Heinz Gietz / Kurt Feltz)
- 1958: Das Herz einer Frau (Alo Koll / Helmut Kießling)
- 1962: Fremder, hör´ meine Melodie (Alo Koll / Willy Schüller)

## Filmografie
- 1955: Star mit fremden Federn
- 1962: Was halten Sie von Musik?